# Norosz ziemny

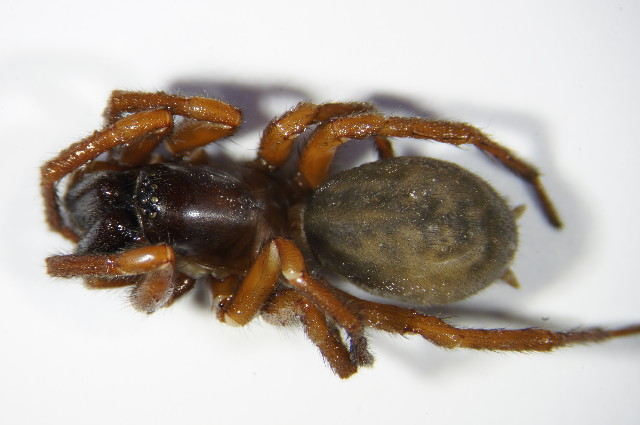

Norosz ziemny (Coelotes terrestris) – gatunek pająka z rodziny lejkowcowatych.

## Taksonomia
Gatunek ten opisany został w 1834 roku przez Widera jako Aranea terrestris. W 1839 C.L. Koch umieścił go w rodzaju Amaurobius, a w 1897 został po raz pierwszy umieszczony w rodzaju Coelotes przez Corneliusa Chyzera i Władysława Kulczyńskiego. Według Wanga należy do grupy gatunków C. atropos.

## Morfologia
Samice osiągają od 9 do 13 mm, a samce od 7 do 10 mm długości ciała (inne źródło podaje zakres 10–14 mm). Pokrojem ciała przypomina sidliszowate, od których różni się długimi, dwuczłonowymi kądziołkami przędnymi i brakiem siteczka przędnego. Barwę ciała ma ciemnobrązową ze słabo widocznym jaśniejszym rysunkiem. Prosomę ma czerwonobrunatną, a szczękoczułki i sternum czarne. Na ciemnogniadych odnóżach ma znaki lub obrączkowania.
Gatunek ten jest bardzo podobny do C. atropos, ale często ma ciemniejszą opistosomę z jaśniejszym paskiem środkowym z przodu. Samce norosza ziemnego wyróżniają się jednak stosunkowo dużą, toporną grzbietową apofizą konduktora, a także kształtem apofizy na rzepce. Samice C. terrestris charakteryzują prawie równoległe boczne przyciemnione krawędzie epigyne, wyraźnie zaznaczona jej krawędź przednia, a także pozycja i kształt spermatek.

## Biologia i występowanie
Pająk ten buduje lejkowate sieci łowne o długości około 5 cm, zlokalizowane pod korzeniami, w mchu czy na brzegach kamieni. Gatunek określany jest jako subsocjalny, a samice wykazują się intensywną troską rodzicielską w trakcie lata i jesieni. Początkowo karmią młode zwróconym pokarmem, później upolowaną zdobyczą. W przypadku niedostatków pożywienia młode są karmione wytwarzanymi przez samicę jajami troficznymi. Dobrze udokumentowane jest także zjadanie jej ciała przez młode.
Gatunek palearktyczny. W Europie znany z Austrii, Belgii, Bułgarii, Czech, Danii, Francji, Hiszpanii, Holandii, Liechtensteinu, Luksemburga, Macedonii Północnej, Niemiec, Polski, Rumunii, Słowacji, Szwecji, Szwajcarii, Ukrainy i Wielkiej Brytanii.